# Комаров Микола Павлович
Мико́ла Па́влович Комаро́в (Федір Євгенович Собінов) (нар. 27 листопада 1886, село Бариково Новоторжоцького повіту Тверської губернії, тепер Торжоцького району Тверської області, Російська Федерація — розстріляний 27 листопада 1937, місто Москва, тепер Російська Федерація) — радянський державний і партійний діяч, співробітник ЧК, голова виконавчого комітету Ленінградської губернської та обласної ради, народний комісар комунального господарства РРФСР. Член ВЦВК у 1922—1924 і 1927—1929, член ЦВК СРСР, член Президії ЦВК СРСР. Член ЦК ВКП(б) у 1921—1922 і 1923—1934 роках. Кандидат у члени ЦК ВКП(б) у 1922—1923 і 1934—1937 роках. Член Організаційного бюро ЦК ВКП(б) з 21 березня по 8 серпня 1921 року.

## Життєпис
Народився 27 листопада (за іншими даними — 23 грудня) 1886 року в селянській родині Євгена Собінова. Закінчив три класи церковноприходської школи в селі Бариково Новоторжоцького повіту Тверської губернії.
У 1901—1908 роках — робітник патронного заводу в місті Санкт-Петербурзі.
Брав участь у російській революції 1905—1907 років. З 1905 по 1909 рік був членом Партії соціалістів-революціонерів (есерів).
З 1908 по 1909 рік проживав у селі Бариково Новоторжоцького повіту Тверської губернії.
Член РСДРП(б) з 1909 року.
У 1909—1911 роках — робітник-фрезерувальник Путиловського заводу в Санкт-Петербурзі. У 1911—1913 роках — робітник заводу Акціонерного товариства механічних, гільзових і трубочних заводів Барановського в Санкт-Петербурзі.
З 1911 року — член Виборзького районного комітету РСДРП. У 1912 році організовував політичну демонстрацію протесту в зв'язку з Ленським розстрілом.
У 1912 році закінчив міське чотирикласне училище, два роки навчався у вечірньому технічному училищі на Путиловському заводі Санкт-Петербурга.
У 1913—1914 роках — фрезерувальник по металу механічного і чавуноливарного заводу Парвіайнена в Санкт-Петербурзі.
З серпня по листопад 1914 року перебував під арештом у в'язниці попереднього слідства в Петрограді.
У 1914—1916 роках — фрезерувальник заводу «Новий Лесснер» у Петрограді. У 1915—1916 роках — член Петроградського нелегального комітету РСДРП(б).
Був заарештований в 1916 році, в січні 1917 засуджений до 10 років каторги. Після лютневої революції 1917 року звільнений із в'язниці попереднього слідства.
З березня 1917 по 1918 рік — голова заводського комітету заводу «Новий Лесснер», депутат Петроградської ради і член Петроградського комітету РСДРП(б), член Виборзького районного комітету РСДРП(б) міста Петрограда.
З червня 1917 року — 1-й товариш (заступник) голови Виборзької районної думи Петрограда.
Учасник підготовки і проведення жовтневого перевороту 1917 року, брав участь у захопленні Зимового палацу.
З листопада 1917 року — голова, в 1918 році — товариш (заступник) голови Петроградського революційного військового трибуналу. У лютому — березні 1918 року — член Комітету революційної оборони Петрограда.
З червня 1918 року служив у Червоній армії: комісар 3-го Кромського полку на Східному фронті.
У 1918 році — голова правління державних магазинів і канцелярського приладдя Петрограда. З осені 1918 по січень 1919 року — завідувач відділу внутрішньої торгівлі Ради народного господарства Союзу комун Північної області в Петрограді.
З січня 1919 року служив у Всеросійській надзвичайній комісії (ВЧК): начальник особливого відділу ЧК Союзу комун Північної області. З лютого 1919 року — начальник особливого відділу Петроградської губернської ЧК. У 1920 році — начальник секретно-оперативної частини Петроградської губернської ЧК.
1 вересня 1920 — 14 квітня 1921 року — голова Петроградської губернської надзвичайної комісії (ЧК) та начальник Особливого відділу охорони кордону з Фінляндією. Проводив в життя політику «червоного терору»: застосовував страти заручників і арешти за «класовим» принципом. Брав участь у придушенні повстання в фортах Кронштадта (1919); керував репресіями під час і після Кронштадтського повстання (1921). Висуванець Григорія Зінов'єва, його послідовник і прихильник.
З 15 квітня 1921 по 1925 рік — секретар виконавчого комітету Петроградської губернської ради.
Одночасно в квітні 1922 — лютому 1927 року — член Північно-Західного бюро ЦК РКП(б) (ВКП(б)). З 3 листопада по 10 грудня 1925 року — секретар Північно-Західного бюро ЦК РКП(б).
У листопаді 1925 — лютому 1927 року — член Секретаріату Ленінградського губернського комітету ВКП(б). З лютого 1926 по лютий 1927 року — т.в.о. завідувача організаційного відділу Ленінградського губернського комітету ВКП(б). Одночасно в 1926—1929 роках — член Революційної військової ради Ленінградського військового округу.
26 березня 1926 — жовтень 1927 року — голова виконавчого комітету Ленінградської губернської ради.
У листопаді 1927 — 10 січня 1930 року — голова виконавчого комітету Ленінградської обласної ради.
У січні 1930 — липні 1931 року — член Президії Вищої ради народного господарства (ВРНГ) СРСР та голова правління Всесоюзного державного об'єднання будівельної індустрії «Союзбуд» ВРНГ СРСР.
20 липня 1931 — червень 1937 року — народний комісар комунального господарства Російської РФСР. Одночасно в 1931—1937 роках — заступник голови Всесоюзної ради міського господарства.
У червні 1937 року — голова правління Ленінградського сільського споживчого товариства.
11 червня 1937 року заарештований органами НКВС. Засуджений Військовою колегією Верховного суду СРСР 27 листопада 1937 року до розстрілу, розстріляний того ж дня. Похований на Донському цвинтарі Москви.
17 березня 1956 року реабілітований, 22 березня 1956 року посмертно відновлений у партії.